# 兼元藤兵衛
兼元 藤兵衛（かねもと とうべえ、1894年10月15日 - 1964年6月19日）は、日本の柔道家（講道館9段）。
武徳会武道専門学校在学中に栗原民雄らと鎬を削りその将来を嘱望され、後に御大礼記念天覧武道大会に出場するなどした。
一方、20代半ばにして北海道に渡り、北海道帝国大学や旧制札幌第一中学校にて後進の指導に尽力、以後半世紀近くの指導歴で多くの門人を育て今日の北海道柔道界の礎を築いた。

## 経歴

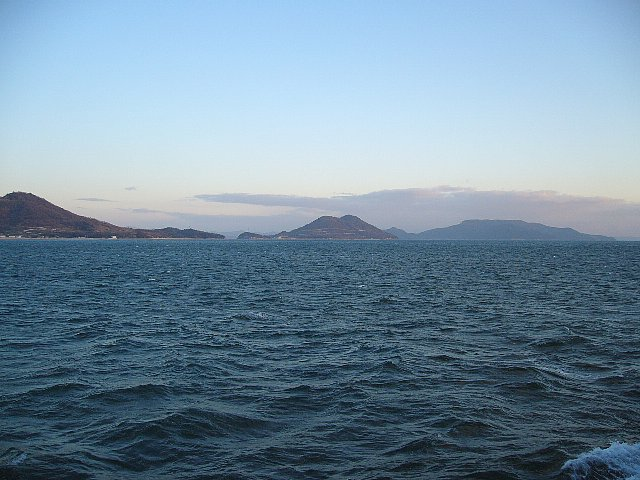
郷里・直島の島々

瀬戸内海に浮かぶ直島、香川郡直島村（現・直島町）の網元の家に生まれた。幼少時より無相流柔術を学んで旧制大川中学校（現・県立三本松高校）時代に講道館へ入門。初段を取得して同校を卒業後は1914年に京都の武道専門学校へ5期生として入学した。
武専の同期には後に昭和天覧試合を制する栗原民雄や山口孫作（隆三）、高橋政雄、三村（浅井）貞吾、中村秀好、三好保郎らがおり、ここで磯貝一、永岡秀一、佐村嘉一郎、田畑昇太郎といった範士・教士のほか、武専1期生で兼元らと入れ替わりで卒業し助手を務める2歳年長の尾形源治の指導を仰いだ。
身長173cm・体重83kgと恵まれた体格の兼元は人一倍稽古熱心で立技にも寝技にも長じ、武専2年次の1918年5月の大正天皇御大典奉祝伏見宮ご台覧試合に出場した。
栗原と共に将来を嘱望された兼元だったが、稽古の最中に膝を痛めて4カ月間の休養を余儀なくされ、栗原にやや差を付けられてしまった。このため2段取得も1916年1月まで持ち越しとなっている。焦りを覚えた兼元は膝が完治せぬまま稽古に復帰し、それでも最初は不安で寝技中心の稽古をこなした。寝技は愈々強く巧くなっていったが、一方でこの判断が仇となり兼元にとっては後々まで膝の傷病に悩まされる事に。本人も後に「無理が祟って膝は生涯の痼疾となりました」「負傷、特に膝は完全に治しておかなければなりません。私が良い見本です」と語っていた。
1918年に3段位で武専を卒業後は金沢医学専門学校、石川師範学校（以上、現・金沢大学）、県立工業高校、大日本武徳会石川支部で教師を務め、その後は郷里の香川県に戻って香川師範学校、県立農林学校 （以上、現・香川大学）、大日本武徳会香川支部らで後進の指導に当たった。

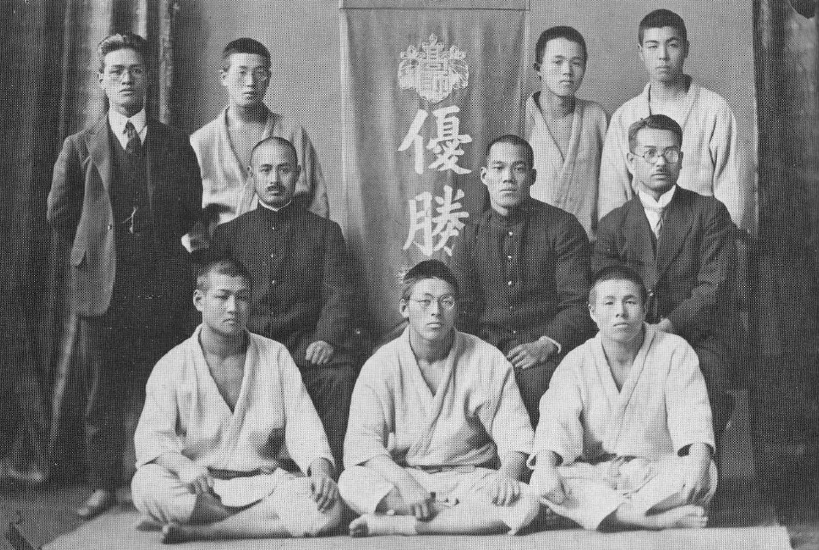
1924年には旧制札幌第一中学校を
全国優勝に導いた（2列目中央が兼元）

1920年に北海道へ招かれて北海道帝国大学や旧制札幌第一中学校（現・札幌南高校）、札幌鉄道学校、大日本武徳会北海道支部にて師範を務めると共に、札幌市南12条西13丁目で兼元柔道塾を創設して青少年の育成に当たった。
1924年8月に東京高等師範学校主催の全国中等学校大会で札幌第一中学校を優勝に導き、1934年には第21回全国高専柔道大会で北大予科に念願の全国優勝を齎（もたら）した。
またこの間、1924年5月に大日本武徳会より教士号を受けたほか、選手としては1929年5月に御大礼記念天覧武道大会に出場を果たし、青木武や須藤金作、栗原民雄との予選を勝ち抜くには至らなかったものの名誉ある指定選士としての出場を果たしている。1931年1月には講道館の6段位に列せられた。
兼元の指導は厳しかったが情熱があり、門下には島本勇蔵や森口二郎、柳沢甚之助、江口肇、鈴木菊男、城岡正美などの顔触れがあった。
同じ頃、札幌師範学校（現・北海道教育大学札幌校）で指導に当たっていた松崎太平と共に北海道の柔道振興に尽力し、戦前には東北・北海道、樺太対抗試合の開催を実現。戦後は札幌柔道同好会を結成して北海道柔道界の再興を図り、1952年には東北・北海道の対抗試合を復活させている。
北海道柔道連盟では松崎の後を継いで理事長の重責を担い、“北海道の兼元”として名を知られ周囲に慕われた。
兼元は得意技を問われた際に「これといって得意な技はありません」「立っても一通りの技はしますが、強いて言うならば寝技でしょう」と述べており、万事このように控えめな性格であったという。
その功績から1958年5月の嘉納師範20年祭で9段位を受け、1964年に69歳で他界したが、その技量と人柄を慕う多くの門人達が“兼元会”を結成して遺徳を偲び、1976年には同会から『兼元藤兵衛』が発刊されている。